# Niambia griseoflava
Niambia griseoflava là một loài chân đều trong họ Platyarthridae. Loài này được Barnard miêu tả khoa học năm 1924.